# Mario Llanos
Mario Alberto Llanos Méndez (Roldanillo, Valle del Cauca, Colombia; 5 de abril de 1989) es un futbolista colombiano. Juega de defensa.

## Trayectoria
Jugó copa ciudad pereira en Pernía, en Once caldas juvenil y en primera C.
Estuvo en la Selección Colombia Sub-20 2007 A 2008. Llegó al América de Cali donde jugaba de lateral izquierdo o central izquierdo. 

El 21 de junio de 2011 sale del América junto a otros jugadores por decisión del técnico Álvaro Aponte.
Para el 2016 llega al Tauro Fútbol Club de Panamá donde disputa ocho partidos sin mayor relevancia.
El 11 de enero de 2017 es presentado en su nuevo club Sporting San Miguelito de la Liga Panameña de Fútbol.
Para el Torneo LPF Apertura 2017, fichó por el Alianza FC.

## Clubes
| Club                   | País     | Año         | Partidos | Goles |
| ---------------------- | -------- | ----------- | -------- | ----- |
| Deportivo Pereira      | Colombia | 2008 - 2010 |          |       |
| América de Cali        | Colombia | 2010 - 2011 |          |       |
| Deportivo Pereira      | Colombia | 2012        |          |       |
| FC Metz                | Francia  | 2012        |          |       |
| Curicó Unido           | Chile    | 2013        |          |       |
| Békéscsaba             | Hungría  | 2013        |          |       |
| Deportivo Pereira      | Colombia | 2014        |          |       |
| Tauro FC               | Panamá   | 2016 - 2017 |          |       |
| Sporting San Miguelito | Panamá   | 2017        |          |       |
| Alianza FC             | Panamá   | 2017        |          |       |

## Palmarés

### Otros trofeos
| Título     | Club            | País     | Año  |
| ---------- | --------------- | -------- | ---- |
| Copa Cafam | América de Cali | Colombia | 2011 |